# Nils Ahrbom

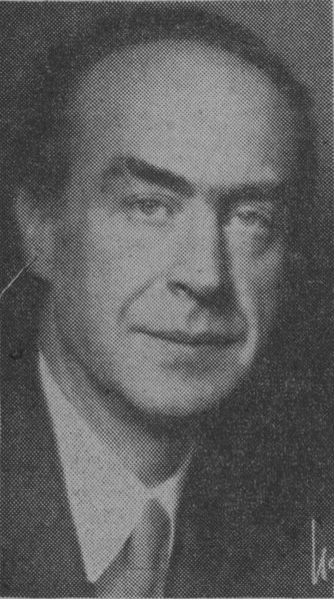
Nils Ahrbom

Nils Olof Ahrbom, född 24 maj 1905 i Hudiksvall, död 9 januari 1997 i Stockholm, var en svensk arkitekt, känd för ett stort antal skolbyggnader i Sverige.

## Biografi

Gubbängens folkskola, ritningsstämpel med signatur av Ahrbom och Zimdahl, 1945.

Nils Ahrbom utbildade sig 1927 på Kungliga Tekniska högskolan i Stockholm, där han var kurskamrat med Helge Zimdal. Efter examen arbetade han fem år hos Ivar Tengbom, där han var en viktig medarbetare vid tillkomsten av Esselte-huset i Stockholm (1934). 
Ahrbom drev arkitektkontor tillsammans med Helge Zimdal åren 1927−1950 under namnet Ahrbom & Zimdahl. 1931 hade de vunnit tävlingen om flickläroverket vid Sveaplan i Stockholm (nu Socialhögskolan). Det från början markant funktionalistiskt ritade skolhuset fick under projekteringens gång en något mjukare arkitektur, med inspiration från Danmark.
Nils Ahrbom deltog 1930 på Stockholmsutställningens bostadsavdelning tillsammans med bland andra Uno Åhrén, Sven Markelius, Sigurd Lewerentz och Paul Hedqvist, där de visade de nya funktionalistiska bostadsidealen.
Ahrbom & Zimdal ritade under 1930 och 1940-talen ett stort antal skolor i många svenska städer, exempelvis i Ludvika, Motala, Skara och Enköping. I Stockholm ritade arkitektkontoret bland annat Eriksdalsskolan och Eriksdalshallen (1937), Södra flickläroverket (1943) samt Gubbängens folkskola och gymnasium.
År 1950 avslutade Ahrbom samarbetet med Helge Zimdal och de gick skilda vägar. Ahrbom utförde på egen hand uppdrag åt Byggnadsstyrelsen samt utredningar och projekteringar av ambassader i Tokyo, Ankara, Peking och Kairo (1971).
Ahrbom var professor i arkitektur vid Kungliga Tekniska högskolan i Stockholm 1942−1963 samt slottsarkitekt vid Vadstena slott. Ahrbom invaldes 1952 som ledamot av Kungliga Vetenskapsakademien och 1958 som ledamot av Ingenjörsvetenskapsakademien. Mellan 1961 och 1970 var han ledamot av Skönhetsrådet.
Han tilldelades 1986 Ingenjörsvetenskapsakademiens stora guldmedalj "för hans framstående livsgärning som utövande arkitekt och som pedagog, kritiker och idégivare".

## Några utvalda byggnader
- 1936−1939 Östergötlands länsmuseum, Linköping
- 1936 Högre allmänna läroverket för flickor på Norrmalm (Sveaplans Gymnasium, nu Socialhögskolan) Stockholm
- 1943 Högre allmänna läroverket för flickor på Södermalm (senare Skanstulls gymnasium, numera Franz Schartaus gymnasium) Stockholm
- Ambassadbyggnader i Ankara, Kairo, Tokyo, Peking.

## Bilder

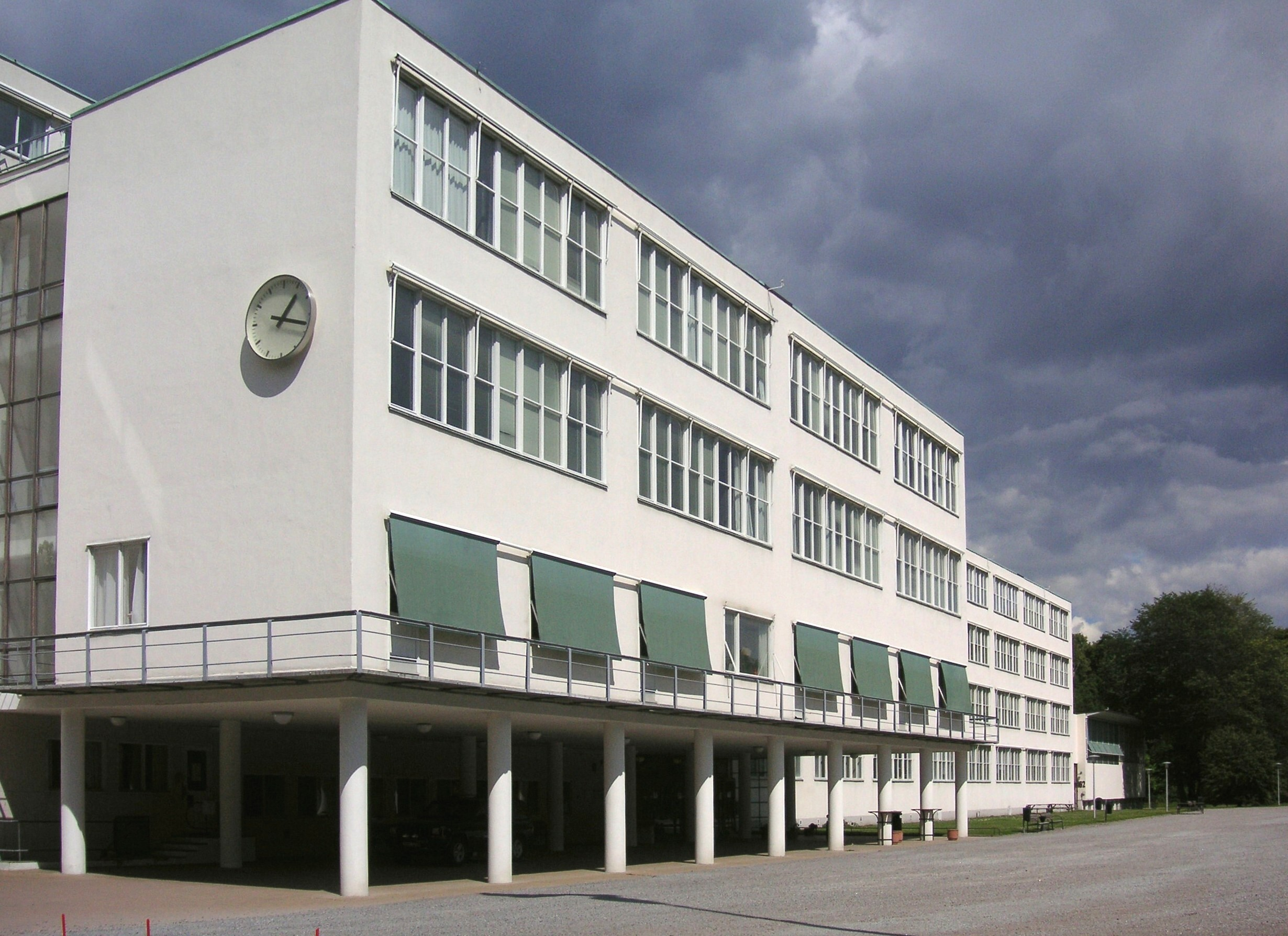
Flickläroverket vid Sveaplan, nu Socialhögskolan inom Stockholms universitet
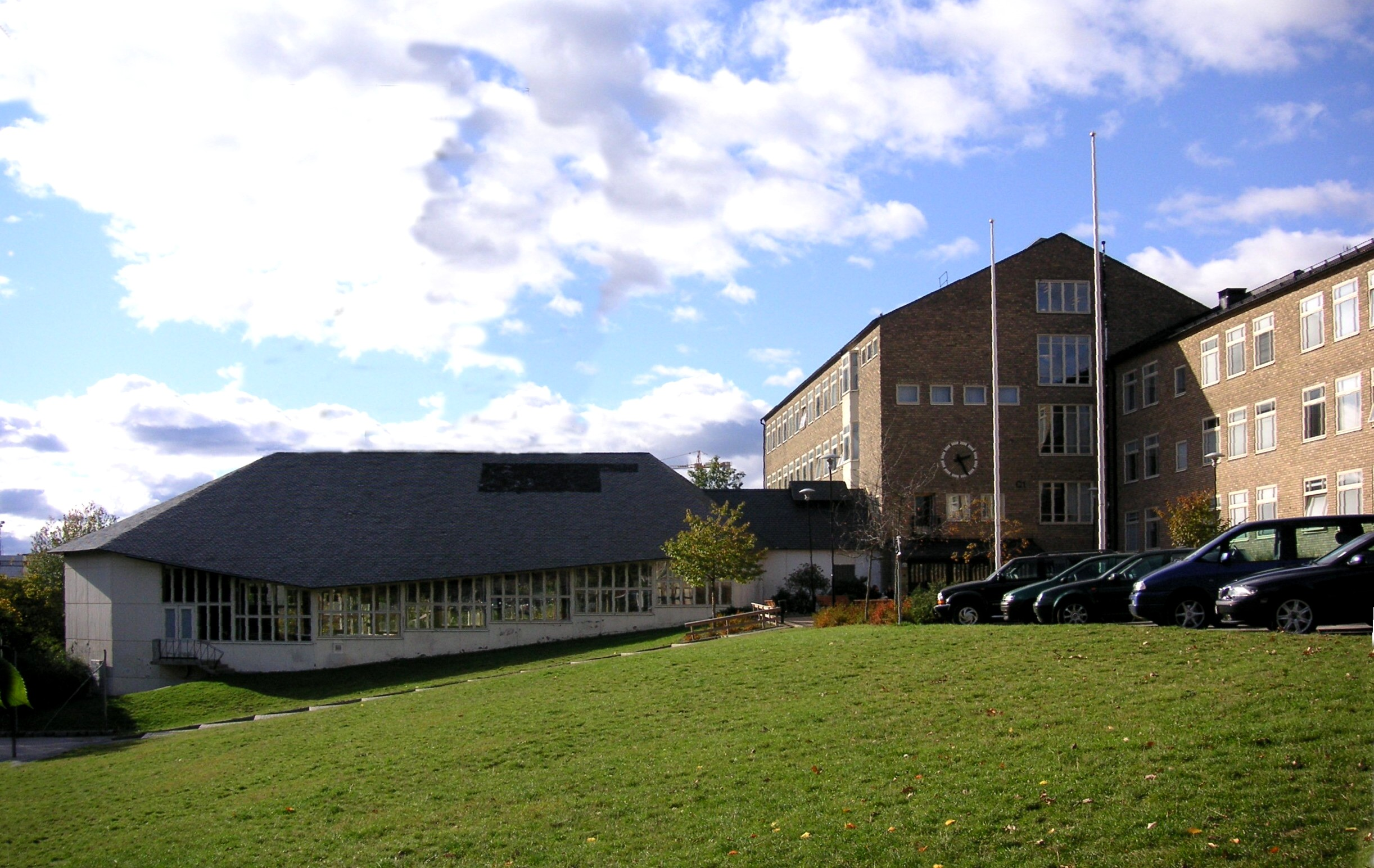
Högre allmänna läroverket för flickor på Södermalm, Stockholm
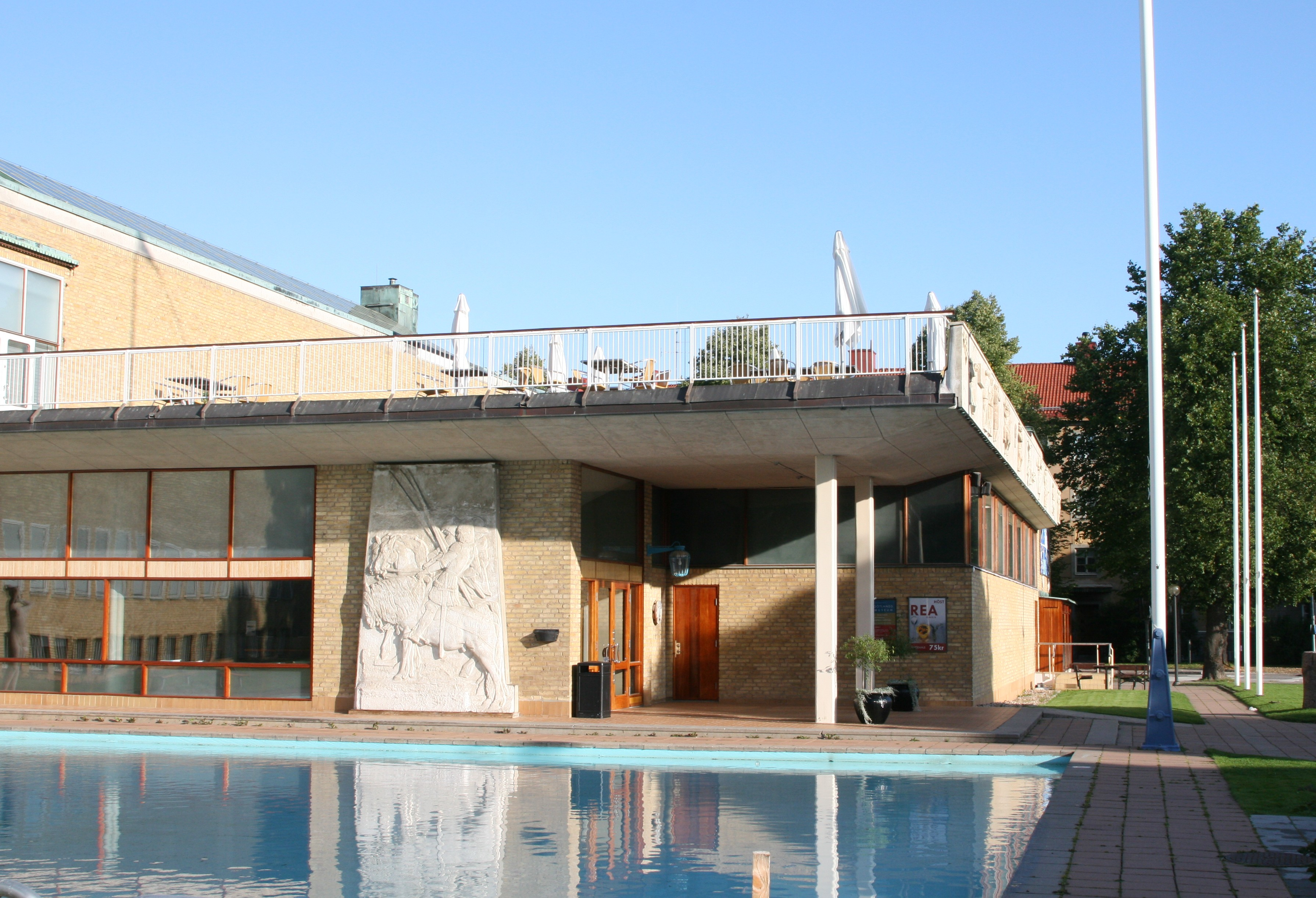
Östergötlands museum, entrén, Linköping
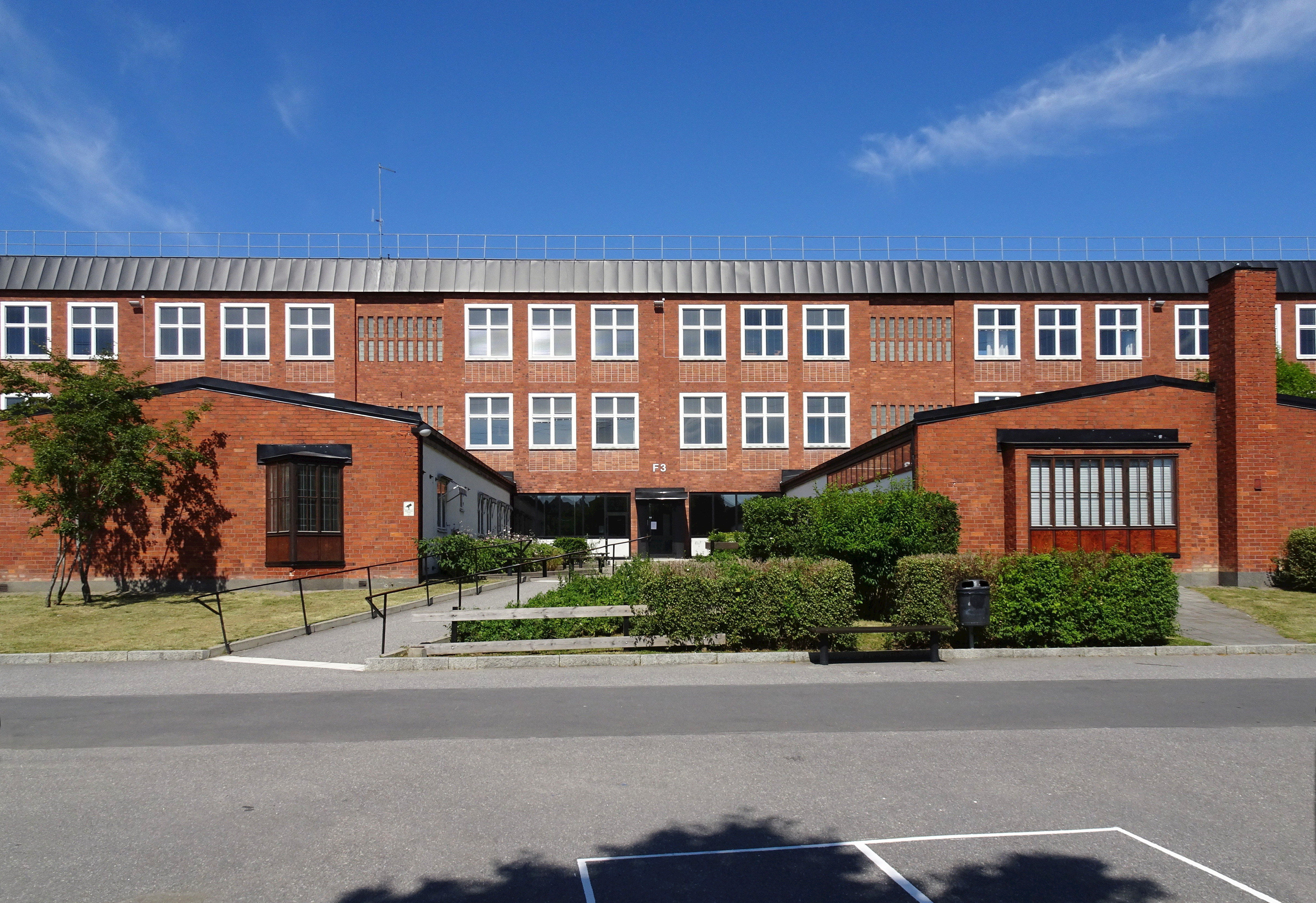
Gubbängens gymnasium
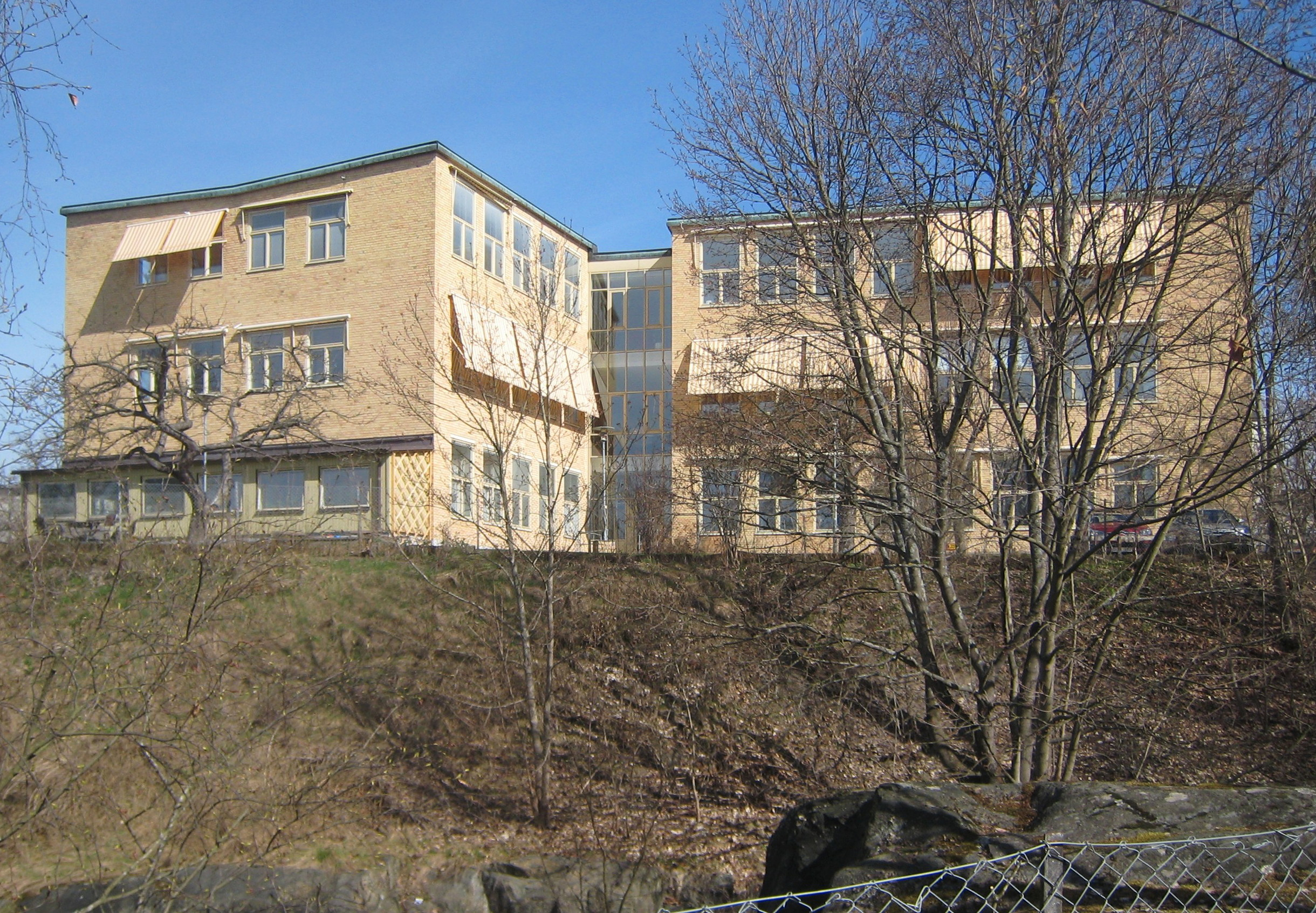
Eriksdalsskolan